# Kings Beach
Kings Beach is een dorp in de Amerikaanse staat Californië. Het ligt in Placer County aan de noordoever van het grote bergmeer Lake Tahoe, ten oosten van Tahoe Vista en ten westen van de grens met Nevada. Het is een unincorporated community zonder eigen gemeentebestuur. Voor de tienjaarlijkse volkstelling wordt Kings Beach aangeduid als een census-designated place van 8,9 km² met 3976 inwoners in 2010. Kings Beach is daarmee de grootste plaats aan het meer na South Lake Tahoe en Incline Village.
California State Route 28 loopt als de North Lake Boulevard van oost naar west door het dorp en vormt de hoofdstraat. Op de grens met Tahoe Vista begint State Route 267 die naar het populaire skigebied Northstar California en naar het stadje Truckee en zijn luchthaven voert. In het oosten gaat SR 28 vanaf Crystal Bay verder als Nevada State Route 28.
Kings Beach is een populaire toeristische bestemming met redelijk veel voorzieningen. Kings Beach beschikt over ongeveer een kilometer zandstrand en zo'n twee kilometer aan rotsachtige oevers, grotendeels ingenomen door villa's met privépieren. Kings Beach State Recreation Area is een van de grotere, vrij toegankelijke zandstranden van Lake Tahoe. Aan de North Lake Boulevard, die de kuststrook volgt, zijn veel winkels en horecazaken. Ten noorden van de boulevard is een bosrijke woonwijk met onder andere een basisschool. Tegen de grens met Nevada ligt het historische resort Cal Neva Lodge & Casino.

## Demografie
In 2010 woonden er 3796 mensen in Kings Beach, tegenover 4037 in 2000. 85% van de inwoners is blank. Van zowel de blanke als de niet-blanke inwoners identificeert 58% zich als latino of hispanic, aanzienlijk meer dan andere gemeenschappen rond Lake Tahoe.

## Fotogalerij

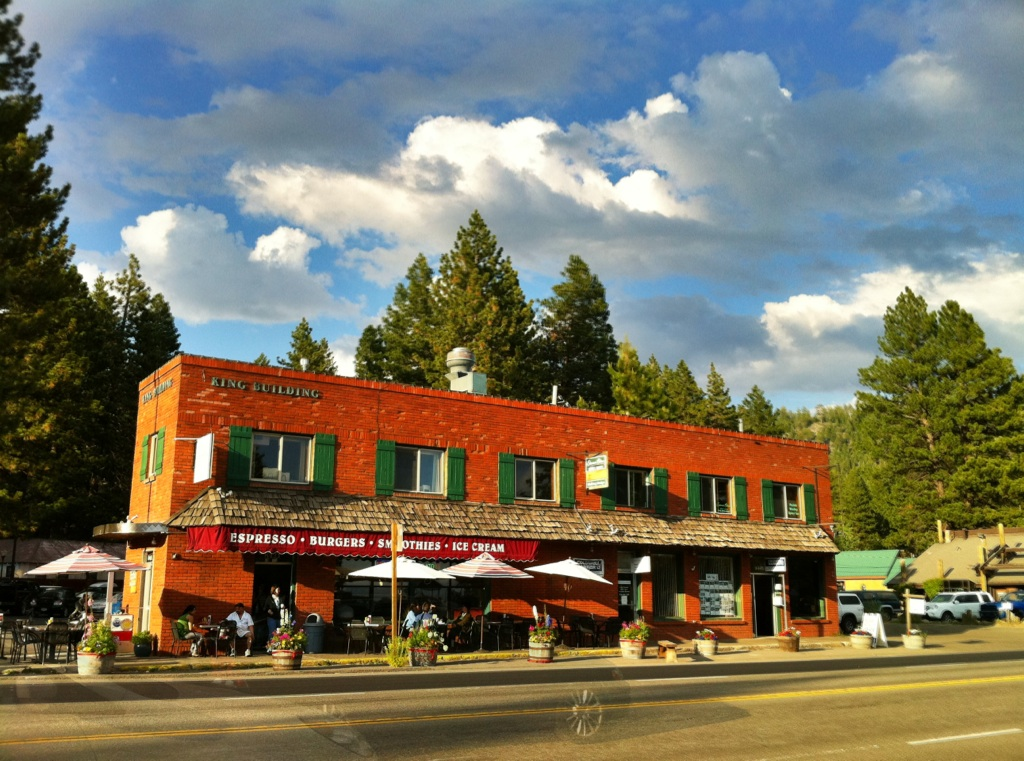
King's Café in het centrum
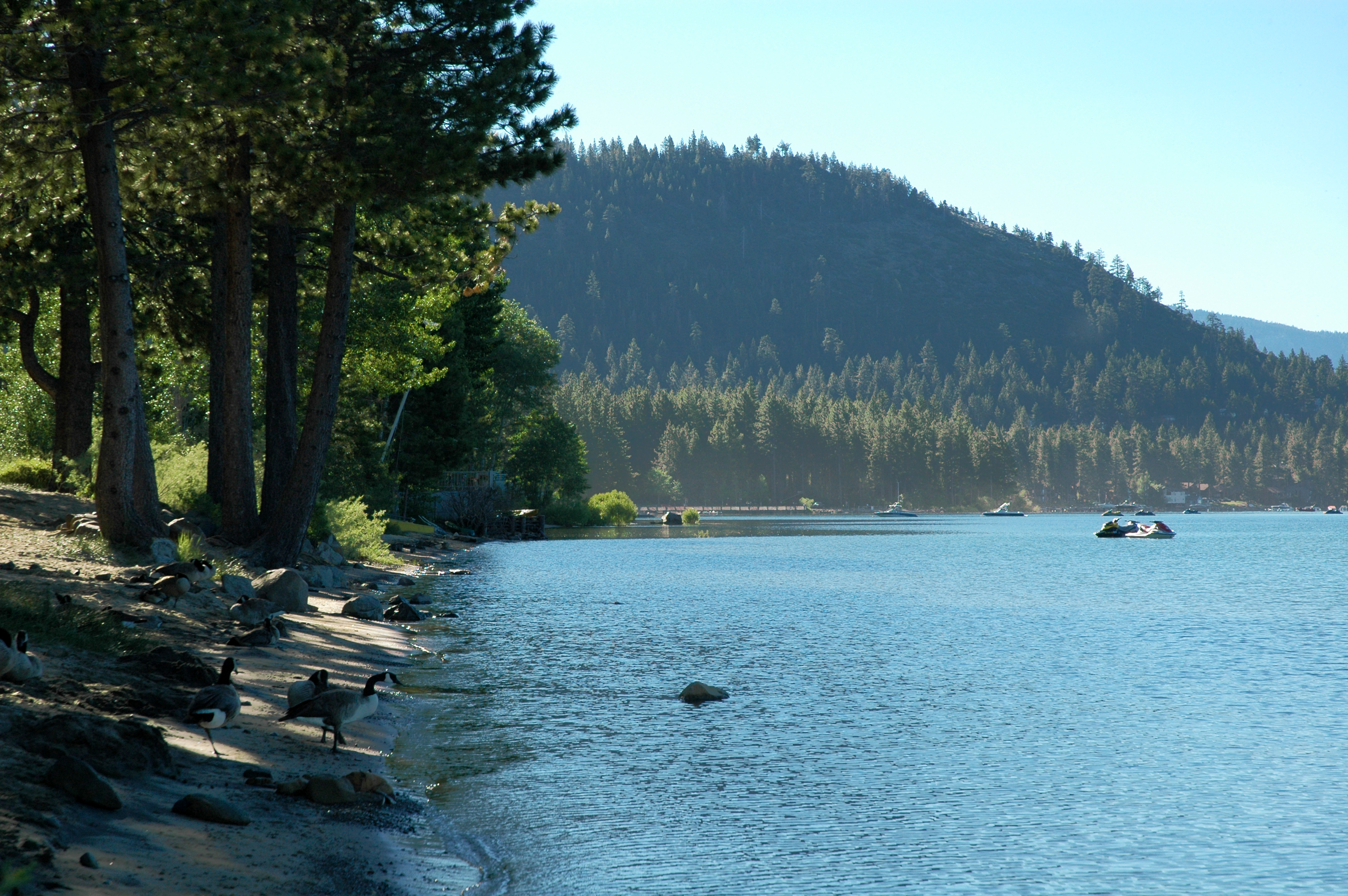
De oever van Lake Tahoe
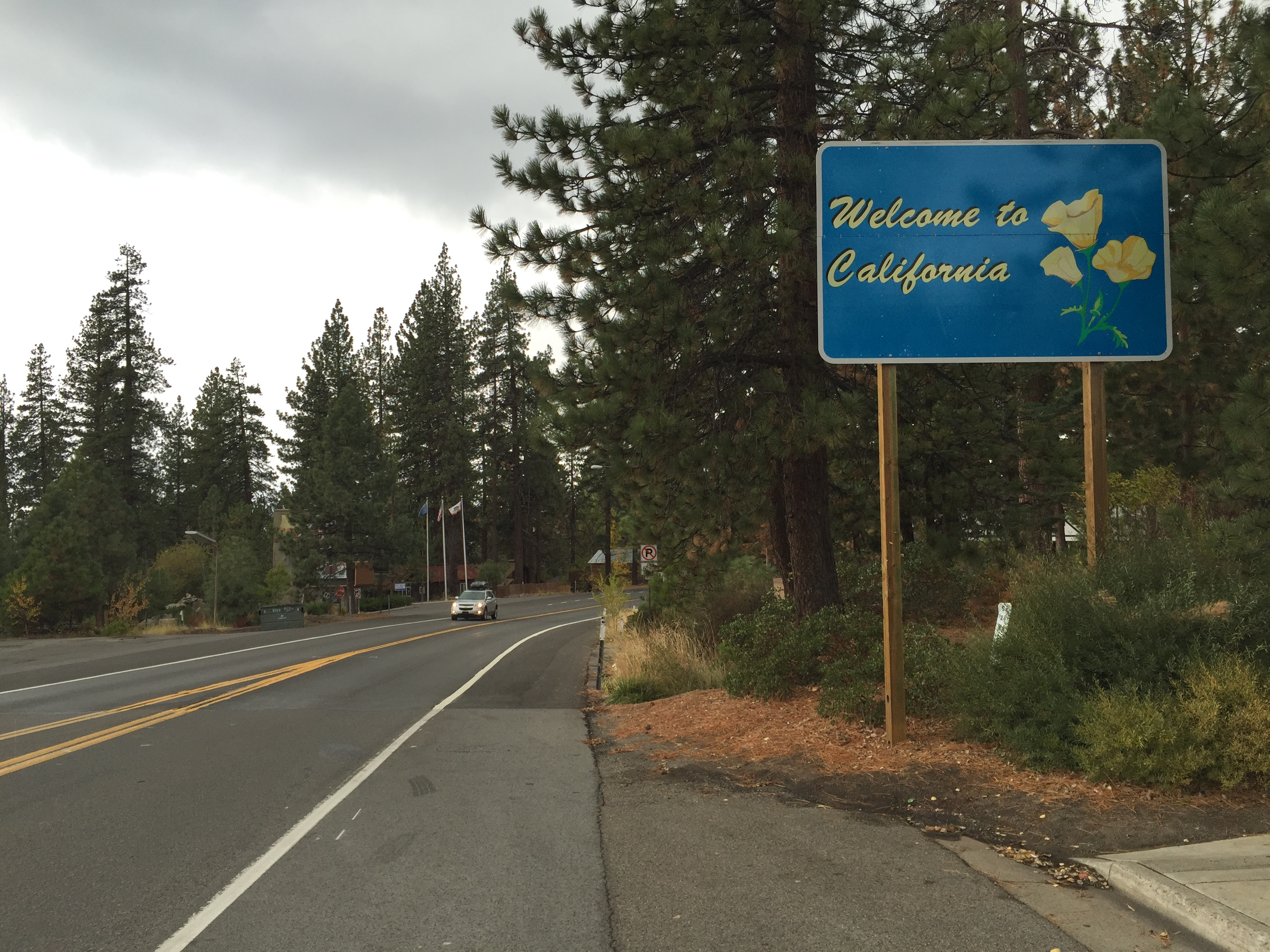
California State Route 28 bij het binnenrijden vanuit het oosten
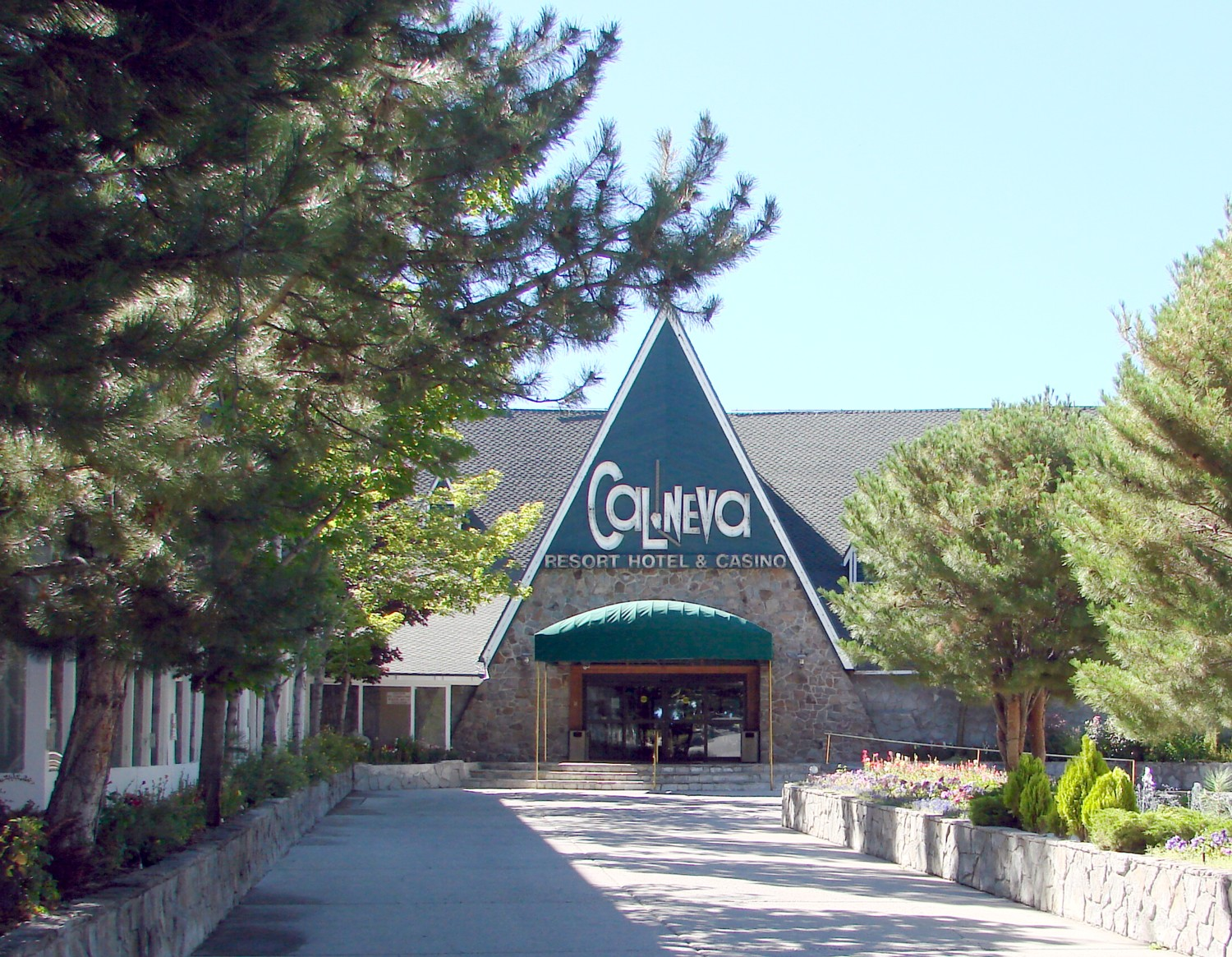
Cal Neva Lodge & Casino, gesloten sinds 2013